# Холодноламкість
Холоднола́мкість (англ. cold brittleness, нім. Kaltsprödigkeit f, Kaltbrüchigkeit f, пол. kruchość na zimno, рос. хладноломкость) — це здатність металів і сплавів проявляти крихкість, внаслідок зниження температури.
Для забезпечення надійної роботи навантажених деталей сплави, з яких вони виготовлені, повинні перебувати у в'язкому стані. Це означає, що ці деталі можуть експлуатуватися лише в температурному інтервалі, вищому від температурного діапазону, в якому матеріал деталі переходить з в'язкого стану в крихкий. Цей перехід характеризують критичною температурою крихкості Ткр. ЇЇ переважно визначають за кривими залежності від температури випробувань ударної в'язкості чи частки в'язкого складника у зламах зразків як температуру, за якої:
- ударна в'язкість сягає малих значень (25-35 Дж/см²);

- частка в'язкого складника у зламі становить 50%.

Критична температура крихкості металів та сплавів залежить насамперед від структури та хімічного складу. Так, найчутливішими до холодноламкості є метали й сплави з об'ємноцентрованою кристалічною ґраткою (типу А1). У сталях вона зменшується зі зменшенням вмісту шкідливих домішок (Сульфуру, Фосфору, Арсену), легувальних елементів, особливо Силіцію, Манґану, збільшенням вмісту Ніколу, подрібненням зерна, підвищенням температури відпуску тощо. Тому, наприклад, деталі зі сталі 18Х2Н4ВА (~ 4% Ніколу) після гартування й високотемпературного відпуску можна експлуатувати в умовах охолодження до температури −120 °C, натомість деталі зі сталі 18ХГТ — після гартування й низькотемпературного відпуску лише до −30 °C.
На значення критичної температури крихкості впливають також умови деформування (тип навантаження, що створює певний напружений стан, швидкість і циклічність деформування), розмір та стан поверхні виробу, зовнішнє середовище.